# Женская сборная ДР Конго по баскетболу 3×3
Женская сборная Демократической Республики Конго по баскетболу 3×3 представляет Демократическую Республику Конго на международных соревнованиях по баскетболу 3×3. Управляющим органом является Федерация баскетбола Демократической Республики Конго (фр. République démocratique du Congo Fédération de basket-ball, FEBACO).
По состоянию на 22 сентября 2024, женская сборная Демократической Республики Конго по баскетболу 3×3 занимает 69-е место в мировом рейтинге ФИБА женских сборных по баскетболу 3×3.

## Результаты выступлений
| Турнир           | Золото | Серебро | Бронза | Всего |
| ---------------- | ------ | ------- | ------ | ----- |
| Чемпионат Африки | 0      | 1       | 1      | 2     |
| Африканские игры | 0      | 0       | 2      | 2     |
| Итого            | 0      | 1       | 3      | 4     |

### Чемпионат Африки
| Год        | Место          | Игры           | Победы         | Поражения      | Состав команды                                                                   |
| ---------- | -------------- | -------------- | -------------- | -------------- | -------------------------------------------------------------------------------- |
| 2017       | не участвовали | не участвовали | не участвовали | не участвовали | не участвовали                                                                   |
| Ломе 2018  | 2              | 5              | 4              | 1              | Mireille Mbiya, Ginette Mfutila, Marlène Ngobeleza, Christelle Ngusu Mafuta      |
| 2019       | не участвовали | не участвовали | не участвовали | не участвовали | не участвовали                                                                   |
| Каир 2022  | 3              | 5              | 4              | 1              | Deborah Kaba Mayimona, Ketia Mbelu, Marlene Ngobeleza, Debarah Watshini Tshiyoyo |
| 2023—н. в. | не участвовали | не участвовали | не участвовали | не участвовали | не участвовали                                                                   |

### Африканские игры
| Год        | Место | Игры | Победы | Поражения | Состав команды                                                           |
| ---------- | ----- | ---- | ------ | --------- | ------------------------------------------------------------------------ |
| Рабат 2019 | 3     | 5    | 4      | 1         | Sephora Kayolo, Alliance Ndiba, Louange Nsimba, Masiana M*****           |
| Аккра 2023 | 3     | 7    | 5      | 2         | Grace Basiki, Divine Pembe, Gemima Mabwa Manzanza, Noémie Thérèse Ayenga |